# Touche pas à mon pote
Cet article possède des paronymes, voir Touche pas à mon poste ! et Touche pas à mon copain.
Pour le livre, voir Harlem Désir#Publications.
Pour l'émission de radio, voir Touche pas à mon poke.

Logo de SOS Racisme.

Touche pas à mon pote est le slogan officiel de l'association française SOS Racisme, fondée par Julien Dray et Harlem Désir. Le slogan est lancé lors du concert de SOS Racisme de 1985,.
Il est présent sur le logo de l'association, inscrit en noir dans la paume d'une main jaune. Créés par le journaliste Didier François, le logo et le slogan ont été conçus pour promouvoir l'intégration des jeunes gens d'origine étrangère, dans le cadre de l'antiracisme et de l'antisémitisme et du respect des différences.

## Création et créateurs du slogan
D'après Philippe Juhem, maître de conférence à l'Institut d'études politiques de Strasbourg, le slogan a été créé par Didier François (LCR) alias Rocky en hommage à Solidarnosc et Julien Dray (PS) ainsi qu'Eric Ghébali de l'Union des étudiants juifs de France (UEJF). Quant à Michel Polac, Yves Mourousi, Michel Drucker et Marek Halter, ils aidèrent Harlem Désir à sa médiatisation.
Le premier concert de l'association a lieu le 15 juin 1985,. Outre son fondateur Harlem Désir, de nombreuses personnalités y sont présentes dont Alain Bashung, Bernard-Henri Lévy, Coluche, Guy Bedos, Marek Halter, Michel Boujenah et Smaïn. Daniel Balavoine, lui, sera présent à un autre événement le 7 décembre 1985 au Bourget.
D'après le livre de Franck Tenaille Coluche les deux premiers à l'avoir soutenu sont : Yvan Dautin puis Coluche. Arrivent après : Brigitte Fossey, Pierre Douglas, Françoise Gaspard, Olivier Stirn, Akka Ghazi (CGT), Georgina Dufoix et Simone Signoret. Viendront ensuite : Marek Halter, Bernard-Henri Lévy, Valérie Kaprisky, Georges Moustaki, Christian Delorme, Macha Méril et Arielle Dombasle.
Coluche se rend place de la Bastille au concert de SOS Racisme « Mon pote, c'est le pied » le 14 juin 1986, cinq jours avant sa mort ; Daniel Balavoine reçoit au Bourget de la main d’Harlem Désir le prix de la chanson anti-racisme pour L'Aziza, le 7 décembre 1985, 1 mois et 7 jours avant son décès (cf. accident aérien du rallye Dakar 1986).

## Mise en œuvre et diffusion dans différents supports
(janvier 2017).

### Sur le plan matériel

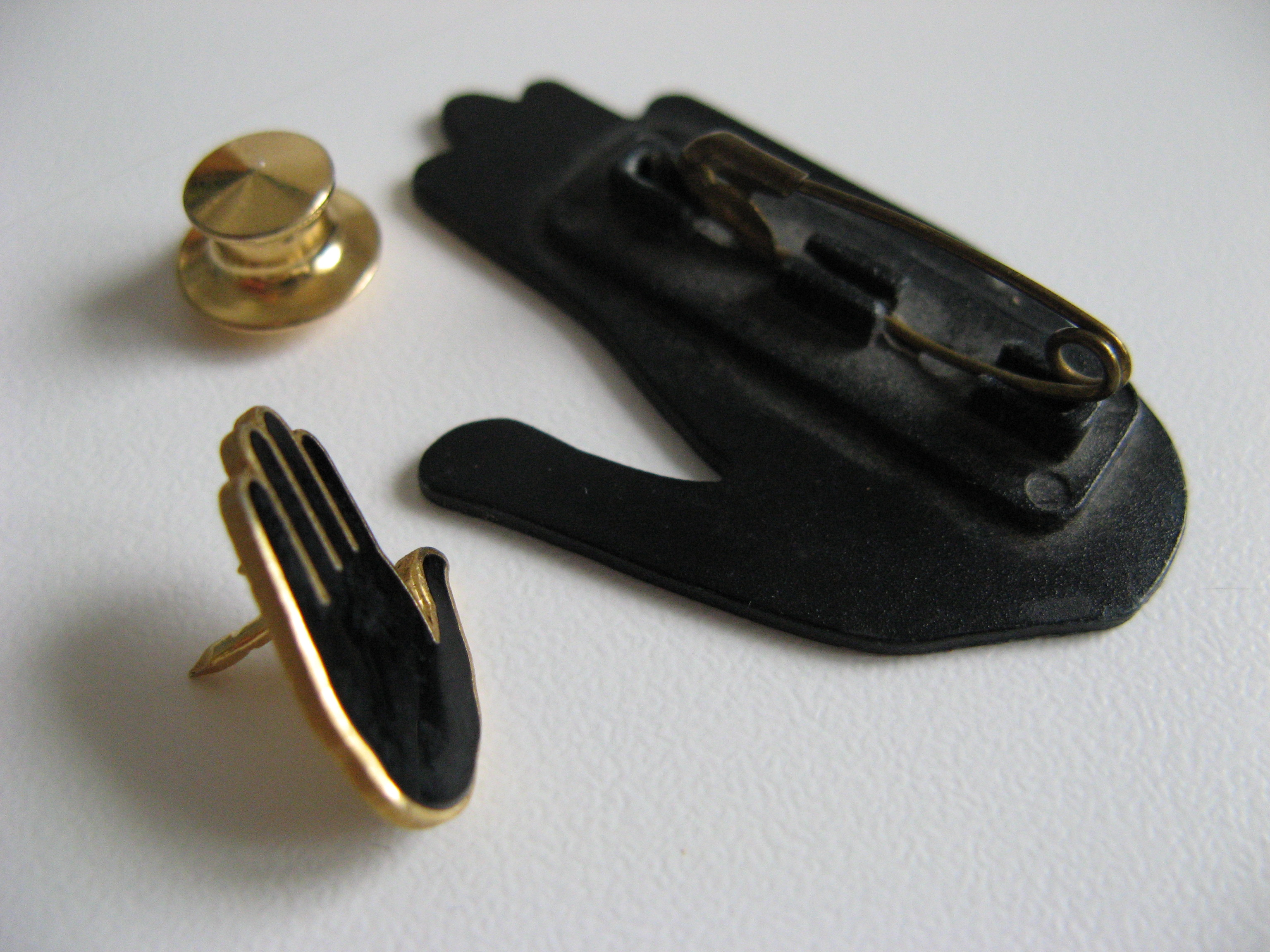
épinglettes

Pif Gadget avait déjà édité un numéro en 1977 « de façon prémonitoire » avec en page de garde (cadeau-pif) le pin's en forme de main surnommé Souriez Pif (ou Le salut de Pif) no 432, (ce qui a pu inspirer indirectement Didier François). Puis après et entre autres par le magazine du MRAP qui relayant les manifestations de mars-avril 1985 aidant à faire émerger SOS Racisme.[pas clair]
Le slogan a ensuite été décliné sur de nombreux supports, le plus connu d'entre eux représentant un badge à forme de main ouverte en signe de paix et de fraternité, en six coloris (le plus connu de couleur jaune), portant l'inscription « Touche pas à mon pote »,.
Il a également été fait sur d'autres, notamment en autocollants, épinglettes, pin's et Tee-shirts.
Harlem Désir a écrit un livre sur le sujet : Touche pas à mon pote, paru le 8 novembre 1985, aux éditions Bernard Grasset.

### Sur le plan médiatique
Une permanence a ouvert le 12 janvier 1985.
De nombreux acteurs ou chanteurs ont présenté et soutenu à la télévision ce slogan : Simone Signoret à sa création, puis Isabelle Adjani ainsi que Renaud, etc..
Les chaînes de télévision se sont emparées, surtout à partir de 1985 du thème de l'antiracisme et du slogan, dans le cadre d'émissions de débats ou sociétales (Harlem Désir chez TF1 dans l'émission Droit de réponse de Michel Polac le 5 janvier 1985, puis le lendemain sur la matinale d'Europe 1 avec Michel Drucker).

### Racisme et réactions
Mais ce serait le meurtre de Aziz Madak (d'où la présence de l'humoriste Coluche à Henri IV) qui aidera et lancera indirectement la médiatisation de l'association à partir du 1er avril 1985 et aboutira en réponse à un concert contre le racisme le 15 juin 1985.
À la suite, il a été retransmis sur TF1 et intitulé « Viens prendre ton pied avec mon pote - à la Concorde ». Les animateurs du concert, eux, démentent toute récupération politique.
Un documentaire a été réalisé cette même année 1985 par Alain Périsson et appelé Vive la Concorde,.
Une chanson de Alain Bashung en sera tirée et surnommée Touche pas à mon pote en 1985, mise sur un disque de 45 tours la même année et dans l'album Passé le Rio Grande en 1986.
L'association SOS Racisme connaîtra son apogée jusqu'en août 1987 puis déclinera à partir de novembre 1987 du fait de sa trop grande proximité avec le Parti Socialiste ainsi que les décès de personnalités comme Simone Signoret, Daniel Balavoine et Coluche qui contribuaient à son influence même si elle existe toujours aujourd'hui.

## Critiques
Les détracteurs du slogan, surtout situés à droite et à l'extrême-droite de l'échiquier politique, ont raillé cette main qui selon eux faisait référence à la Main de Fatma, et à la couleur jaune faisant penser à l'étoile jaune attribuée aux juifs durant l'Occupation.
En réaction, le Front national de la jeunesse diffuse le slogan « Touche pas à mon peuple » via son matériel de propagande.
Ainsi, dans Fier d'être Français, l'historien Max Gallo critiquait le choix de la main jaune comme logo : « Il y a eu Vichy et l’étoile jaune ? On créa de toutes pièces, d'en haut, parmi les idéologues qui savaient ce qu'ils faisaient, la petite main jaune de SOS Racisme, pour faire comprendre que les citoyens de souche récente étaient en somme les Juifs d'aujourd'hui. […] De l’étoile jaune à la petite main jaune de SOS Racisme, on créait la première de ces confusions historiques qui allaient empoisonner les débats français ».
Dans le Figaro Magazine du 6 décembre 1986, durant les manifestations contre le projet Devaquet, Louis Pauwels a fustigé « "les enfants du rock" débile, les béats de Coluche et de Renaud, ahuris par les saturnales de Touche pas à mon pote », prétendument atteints de « Sida mental ».

## Disque
Un disque 33 tours intitulé Touche pas à mon pote sort en 1985 avec Jean-Jacques Goldman (Comme toi), Renaud (Deuxième génération) au profit de SOS Racisme (outre Renaud et Jean-Jacques Goldman, ont participé sur la pochette disque Francis Cabrel, Alain Bashung, Hugues Aufray, Karim Kacel, Patrick Font et Philippe Val alias Font et Val, Castelhemis et Buzy), ainsi que François Béranger (seul celui-ci ne figure pas sur la couverture).

## International
Le chanteur Gilberto Gil en tirera une chanson dans son album Dia Dorim Noite Neon et l'intitule Touche pas a mon pote cette même année 1985.

## Postérité et détournements humoristiques ou politiques
Le slogan, très connu dans la France de la fin du XXe siècle, a été repris et détourné ultérieurement.

### Dans les chansons et à la télévision
- Touche pas à mon gazon, film américain
- Touche pas à mon périscope, film américain
- Touche pas à mon poste !, émission de télévision
- Touche pas à mon rein, épisode des Simpsons
- Touche pas à ma sœur, chanson de Renaud
- Touche pas à mon pote, 5e épisode de la série Jamais deux sans toi...t

### Dans divers slogans
- Touche pas à mon despote (slogan critique)
- Touche-toi mon pote (slogan raciste)
- Détournement sur un site belge de football, Touche pas à mon idole - Sos Fascisme (5.08.2004 au 15.10.2007) : voir ici
- Caricature montrant Nicolas Sarkozy avec le slogan (2.08.2008) : voir ici
- Touche pas à ma retraite (18.10.2008) : voir ici
- Touche pas à ma queue, à propos d'un cheval qui envoie une ruade (15.09.2009) : voir ici
- Touche pas à mon pape, article dans le Monde (6.04.2009) : voir ici
- Touche pas à mon pope, article dans le Canard enchaîné (28.12.2011) : voir ici
- Touche pas à mon pôle, couverture du Courrier international no 1137 (16.08.2012): voir ici
- Touche pas à mon pot de départ (23.09.2010): voir archive.is/G38np ici
- Touche pas à ma pute, article de Causeur (30.10.2013) : voir ici
- Touche pas à mon vote, slogan de la Droite populaire, courant populiste de l'UMP (19.10.2011) : voir ici
- Touche pas à mon zob sur le blog de SOS-Prépuce (25.01.2009) : voir ici

## Documentaire
- Alain Périsson, Concert des Potes : Vive la Concorde, 1985.